# Alliance des États du Sahel
Pour les articles homonymes, voir AES.
L'Alliance des États du Sahel (AES) ou la Confédération « Alliance des États du Sahel » (abrégée en confédération AES), ou encore Confédération des États du Sahel (CES), est une organisation intergouvernementale fondée initialement sous la forme d'un pacte de défense mutuelle conclu entre le Mali, le Niger et le Burkina Faso le 16 septembre 2023,. L'accord est signé à la suite du coup d'État du 26 juillet 2023 au Niger, contre lequel la CEDEAO menace alors d'intervenir militairement. Le 6 juillet 2024, le Burkina Faso, le Mali et le Niger annoncent transformer cette organisation en confédération,.
L'AES est créée pour aider à contrer d'éventuelles menaces de rébellion armée ou d'agression extérieure, en soulignant que « toute attaque contre la souveraineté et l'intégrité territoriale d'une ou plusieurs parties contractantes sera considérée comme une agression contre les autres parties »,.

## Contexte
La région du Sahel est le théâtre de combats entre les armées régulières et des groupes terroristes et mercenaires depuis 2003. Cette situation conduit à de nombreux conflits dans la région, tels que la guerre du Mali et l'insurrection de Boko Haram. Les trois États membres connaissent des coups d'État militaires ces dernières années, provoquant une détérioration des relations avec le reste de la CEDEAO et la communauté internationale. Chacun des pays est désormais gouverné par une junte militaire, dans le cadre de la ceinture de coups d'État.
Lors d'un coup d'État militaire en 2021, Assimi Goïta prend le pouvoir au Mali, succédant à Bah N'Daw qui est lui-même arrivé au pouvoir lors d'un précédent coup d'État en 2020, renversant le dernier président démocratiquement élu, Ibrahim Boubacar Keïta, et instaurant un Comité national pour le salut du peuple.
Quelques mois plus tard, lors du coup d'État de 2021 en Guinée, le Comité national du rassemblement pour le développement nomme Mamadi Doumbouya président de la Transition, destituant le précédent président Alpha Condé.
À la suite du coup d'État de septembre 2022 au Burkina Faso, l'armée renverse le précédent gouvernement militaire, installant Ibrahim Traoré à la place de Paul-Henri Sandaogo Damiba, arrivé au pouvoir lors du coup d'État de janvier 2022, qui remplace le gouvernement du président Roch Marc Christian Kaboré et instaure le Mouvement patriotique pour la sauvegarde et la restauration.
En février 2023, le Premier ministre du Burkina Faso Apollinaire Joachim Kyélem de Tambèla propose au Mali l'instauration d'une fédération entre les deux pays sur le modèle de la Fédération du Mali,. Le projet est rejeté par la Guinée et par le Mali, qui proposent un front commun. Durant le même mois, le Mali et le Burkina Faso organisent un conseil des ministres commun et proposent d'avancer dans l'instauration du projet.
Plus récemment, le Conseil national pour la sauvegarde de la patrie est instauré après le coup d'État de 2023 au Niger, renversant le gouvernement de Mohamed Bazoum et plaçant le général Abdourahamane Tiani au pouvoir.
En mai 2025, étant donné leurs sorties de La Communauté économique des Etats d'Afrique de l'Ouest (Cédéao), la CEDEAO, et les trois pays de l'Alliance des Etats du Sahel (AES) sont convenus de coopérer dans "la lutte contre le terrorisme" et de "sauvegarder les acquis de l'intégration régionale".

## Structuration

### Création de l'alliance
Les trois États, le Mali, le Burkina Faso et le Niger, sont membres de la Communauté économique des États de l'Afrique de l'Ouest (CEDEAO) et sont tous suspendus en raison de la prise de pouvoir des juntes militaires. À la suite du coup d'état au Niger, la CEDEAO a menacé d'intervenir militairement et de rétablir le gouvernement du président Bazoum. Le gouvernement nigérien bénéficie du soutien du Mali et du Burkina Faso qui ont promis une aide militaire au Niger en cas d'intervention, ainsi que de la Guinée qui offre un soutien diplomatique. Les promesses d'aide militaire ont abouti à la création le 16 septembre 2023 de l'Alliance des États du Sahel (AES) comme bloc de défense mutuelle pour les trois nations dans le but de contrer une intervention éventuelle de la CEDEAO,,.
L'Alliance des États du Sahel ambitionne de créer une union économique et monétaire et une monnaie baptisée sahel. Cette monnaie devrait en théorie s'appuyer sur les ressources naturelles des pays membres de la Confédération.
Le 28 janvier 2024, les pays membres de l'Alliance des États du Sahel (AES) quittent la Communauté économique des États de l'Afrique de l'Ouest (CEDEAO). L'annonce est faite conjointement au journal télévisé, sur les télévisions nationales, au Burkina Faso par le ministre de la Communication, le porte-parole du gouvernement, au Mali par le ministre d'État, ministre de l'Administration territoriale et de la Décentralisation, porte-parole du gouvernement et au Niger par le ministre de la Jeunesse, des Sports, des Arts et de la Culture, porte-parole du gouvernement. La CEDEAO rejette totalement la décision de l'AES car celle-ci ne peut s'appliquer qu'au bout d'un an en vertu du traité de l'organisation sous-régionale. La CEDEAO se dit préoccupée par cette décision dont elle n'a pas été informée au préalable et prête à tenter une discussion pour négocier une solution. La CEDEAO nomme trois médiateurs pour entamer des dialogues avec les pays de l'AES et la CEDEAO.
En février 2024, le chef du régime militaire au Niger Abdourahamane Tiani a évoqué la possible création d'une monnaie commune entre le Niger, le Burkina Faso et le Mali. « La monnaie est une étape de sortie de cette colonisation », selon le général nigérien Abdourahamane Tiani, en référence au franc CFA et à la France, ex-puissance coloniale. Il affirme que l'Alliance des États du Sahel, a « des experts (monétaires) et au moment opportun, nous déciderons ». Selon lui, « La monnaie c'est un signe de souveraineté » et les États de l'AES sont « engagés dans un processus de retrouver (leur) souveraineté totale ». Il assure qu'« il n'est plus question que nos États soient la vache à lait de la France ». La formation d'une confédération puis d'une fédération sont prévues à terme.
En mars 2024, les chefs d'état-major des trois pays annoncent la formation d'une force antiterroriste conjointe.
En mai 2024, le Burkina Faso, le Mali et le Niger finalisent à Niamey un projet de texte créant la confédération de l'Alliance des États du Sahel, qui a pour objectif de finaliser le projet relatif à l'institutionnalisation et à l'opérationnalisation de l'Alliance des États du Sahel.
Le 13 décembre 2024, le Burkina Faso, le Mali et le Niger réaffirment leur décision de quitter la CEDEAO.
Le 15 décembre 2024, la Conférence des chefs d'État de la CEDEAO adopte une période de transition de sortie, pour les pays membres de l'AES. Cette période de transition commence le 29 janvier 2025 et se termine le 29 juillet 2025. Pendant cette période de transition, la CEDEAO veut continuer la médiation. Le 22 décembre 2024, le Mali, le Niger et le Burkina Faso rejettent le délai de rétractation accordé par la Cedeao.

### Premier sommet de l'AES
Le premier sommet de l'Alliance des États du Sahel a lieu le 6 juillet 2024 à Niamey au Niger. Il réunit les trois chefs d'État : le président du Burkina Faso, le capitaine Ibrahim Traoré, celui du Mali, Assimi Goïta et le président nigérien, le général Tchani. Consacré à la vie et la consolidation de l'Alliance, le sommet se penche sur les questions et les défis communs aux trois États. Les participants abordent les questions de sécurité et défense, le terrorisme, les échanges économiques, commerciaux et culturels,.
Au cours de ce sommet, un traité établissant la Confédération Alliance des États du Sahel est signé. Dans le communiqué final du premier sommet des chefs d'État de l'Alliance des États du Sahel, les chefs d'État des trois pays indiquent que le but est « une intégration plus poussée entre les États membres ». Le 3 août, Abdourahamane Tiani annonce la formation à venir d'une fédération.
Le 16 septembre 2024, Assimi Goïta annonce la création d'une Banque d'investissement commune, d'une chaîne de télévision et d'un passeport biométrique.
En novembre 2024, le Mali, le Burkina Faso et le Niger signent un protocole d'accord sur la fin des frais d'itinérance des communications téléphoniques entre les trois pays.
Un projet de mise en place de documents de voyage passeport et carte d'identité, entre les trois pays membres de l'Alliance des États du Sahel, fait partie d'une intégration plus poussée entre les États membres de l'Alliance des États du Sahel, avant approbation du projet, par les trois chefs d'État des pays membres.
Le 23 janvier 2025, Assimi Goïta annonce la mise en place d'un passeport commun pour les états membres de l'Alliance du Sahel à partir du 29 janvier 2025.
Le 5 février 2025, les États membres de l'AES signent une convention instaurant une politique culturelle commune.
Le 22 février 2025, les ministres de l'Alliance des États du Sahel dévoilent le drapeau de la confédération AES, après sa validation par les chefs d'État des pays membres de l'organisation.
En mars 2025, le Mali, le Niger et le Burkina Faso quittent l'Organisation internationale de la francophonie. "Niamey qui a été le premier a claqué la porte de l'OIF, a motivé son retrait, par un acte de souveraineté en réaction à sa suspension par l'instance francophone à la suite du coup d'état du 26 juillet 2023. Après le Niger, c'est le Burkina Faso, puis le Mali qui ont déclaré quitter l'Organisation internationale de la Francophonie (OIF), mardi 18 mars 2025. Tous les trois se sont appuyés sur leur suspension et ce qu'ils ont qualifié de 'politique du deux poids -deux mesures'.".
Fin mars 2025, les trois membres de la confédération décide d’instaurer un droit de douane commun de 0,5 % sur les importations venant de pays non-membres de la confédération de l'alliance des états du Sahel.
En mai 2025, les ministres de la Culture de la Confédération des États du Sahel (AES) valident l'adoption de l'hymne officiel de la confédération.